# لارنس ویتنی
لارنس ویتنی (انگلیسی: Lawrence Whitney؛ ۲ فوریه ۱۸۹۱ – April 24, 1941 (aged 50)) ورزشکار دو و میدانی اهل ایالات متحده آمریکا بود.
وی در مسابقات کشوری و بین‌المللی در مجموع برندهٔ ۱ مدال برنز شده‌است.